# Vukan Nemanjić
Vilan Nemanjic, född omkring 1165, död omkring 1207, var kung av Duklja 1195–1207 och överste borgmästare i Raška 1202–1205/1207. Han var äldste son till Stefan Nemanja men blev berövad tronen över Raška. Tronen togs istället över av hans yngre bror Stefan Prvovenčani. 
Efter hans fars erövrande av Duklja gav fadern honom området till hans förfogande i slutet av 1180-talet. Duklja var på den tiden katolskt och Vukan var katolik. Vissa menar att fadern genom detta beredde väg för Vukan att ta över tronen.
Efter fadern Stefan Nemanjas död tog Vukan över Raška en kort period.